# Argyrogramma aeneofusa
Ctenoplusia aeneofusa là một loài bướm đêm trong họ Noctuidae.